# Julien Selleron
 (septembre 2016).
 (septembre 2016).
Julien Selleron (né en 1969 à Casablanca) est un scénariste, réalisateur et directeur de la photographie français.

## Biographie
Julien Selleron a étudié la mise en scène à l'Institut national supérieur des arts du spectacle et des techniques de diffusion (INSAS, Belgique) en 1994.
Au cours de cette année, en parallèle de ses études, il réalise son premier court métrage L'Heure grise primé et sélectionné dans de nombreux festivals.
Il travaille ensuite comme régisseur puis assistant réalisateur sur des films publicitaires, longs métrages et téléfilms avec Chantal Akerman, Sébastien Lifshitz, Franck Landron, Gaspar Noé, Diane Bertrand, Ariel Wizman entre autres.

## Filmographie

### Comme directeur de la photographie
- 2008 : Welcome to Paradise de Manuel Poutte (documentaire)
- 2008 : Sous le nom de Melville d'Olivier Bohler (documentaire)
- 2010 : Joe Sarno de Virgile Iscan (documentaire)
- 2013 : Le Voyage extraordinaire de Gaston Méliès de Raphaël Millet (documentaire)
- 2011 : Pierre Schoendoerffer, la sentinelle de la mémoire de Raphaël Millet (documentaire)

### Comme réalisateur

#### Cinéma
- 1997 : L'Heure grise (court métrage)

Prix spécial du Jury - 5e mondial de la vidéo et de la super 8 de Bruxelles
Festival en plein air de Grenoble
Sélection en ouverture au Rencontre internationale du film de Dunkerque
Festival Le Court en dit long du Centre Wallonie-Bruxelles
Sélection aux Rencontres Henri Langlois
- 2001 : Cachet de la poste faisant foi (documentaire)
- 2005 : Made in China (documentaire)
- 2007 : Cui Zi'En (documentaire)
- 2015 : La Nuit (documentaire)

#### Télévision
- 2005 : St-Germain-des-Prés (téléfilm)

## Récompenses et distinctions
- Prix spécial du Jury au 5e mondial de la vidéo et de la super 8 de Bruxelles pour L'Heure grise, 1997
- Sélection au Festival en plein air de Grenoble, Sélection en ouverture au Rencontre internationale du film de Dunkerque, Sélection au festival Le Court en dit long du Centre Wallonie-Bruxelles et Sélection aux Rencontres Henri Langlois, 1998 pour L'Heure grise, 1997
- Festival F.A.M.E à la Gaieté lyrique 2016[2]